# 15499 Cloyd
15499 Cloyd è un asteroide della fascia principale. Scoperto nel 1999, presenta un'orbita caratterizzata da un semiasse maggiore pari a 3,0052572 UA e da un'eccentricità di 0,0906424, inclinata di 10,67987° rispetto all'eclittica.